# San Pietro (torrente)
Il  San Pietro o Evignoè un torrente che scorre in Liguria; è affluente del Mar Ligure e bagna la Valle Dianese. 

## Percorso

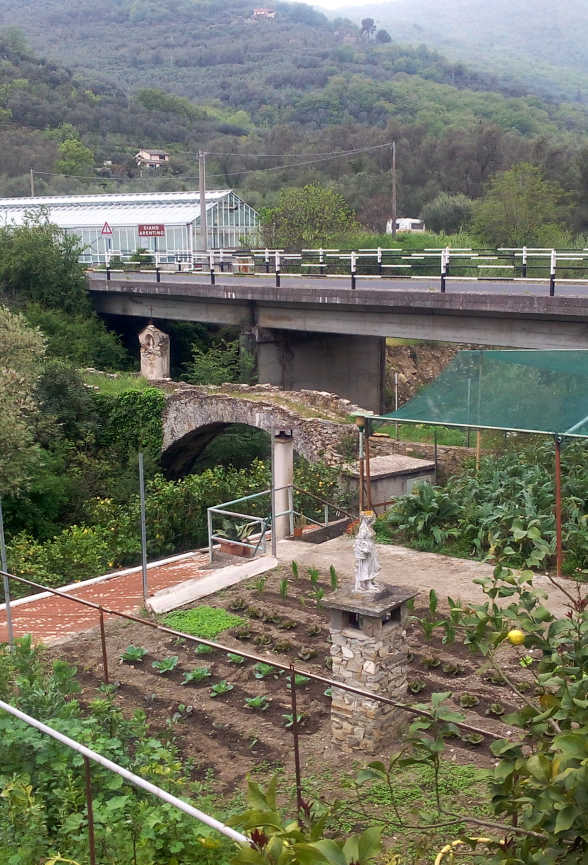
Due ponti a Diano Roncagli

Il torrente nasce nei pressi di Evigno (comune di Diano Arentino) dall'unione di vari rami sorgentizi che scendono dal versante sud-orientale del monte Torre (990 m). Con percorso verso sud-sud est, che manterrà pressoché costante fino alla foce, raggiunge Diano San Pietro dove raccoglie da sinistra le acque del suo maggiore affluente, il rio Beste. Per buona parte del proprio corso segna il confine tra il comune di Diano Castello (a ovest) e quello di Diano San Pietro. Prima della foce, che si trova in comune di Diano Marina, viene scavalcato dalla Ferrovia Genova-Ventimiglia, dall'autostrada dei Fiori e dall'Aurelia.
La valle del torrente San Pietro confina a ovest con la valle dell'Impero, a nord per un breve tratto con quella del Merula e ad est con la valle dello Steria.

## Affluenti principali

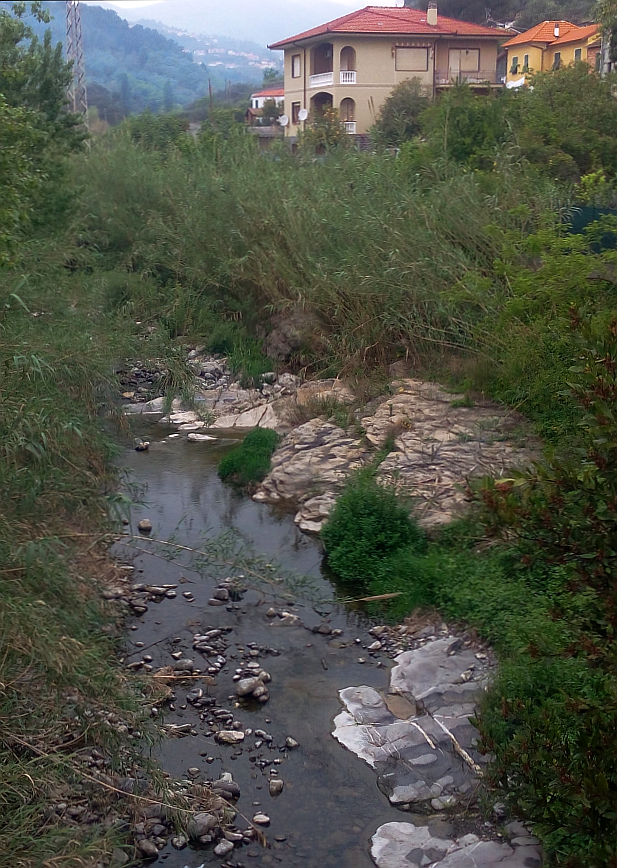
Il torrente a Diano San Pietro

- Destra idrografica:
  - rio Cuni,
  - rio Olivette,
  - rio de Murte.
- Sinistra idorgrafica:
  - rio Cian della Ciappa,
  - rio di Camporotondo,
  - rio Zuccamleo,
  - rio Beste.

## Pesca

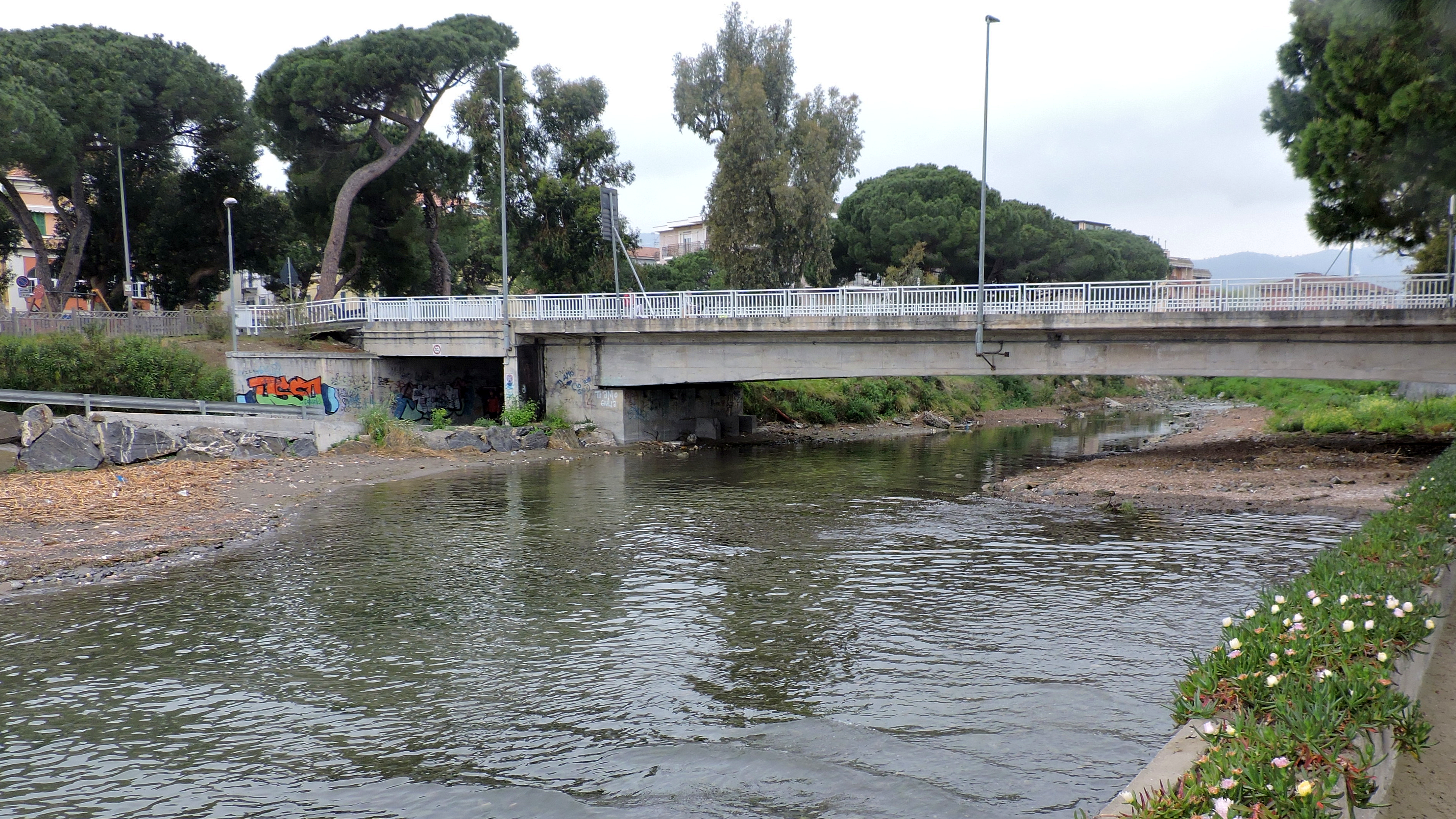
La foce

Il torrente è considerato poco adatto alla pesca; tra Roncagli e Diano San Pietro all'interno della sua limitata fauna ittica tendono a prevalere i ciprinidi.

## Tutela dell'ambiente
Una parte dell'alto bacino del San Pietro è inclusa nel Sito di interesse comunitario denominato Pizzo d'Evigno (codice 1315602).